# David Kellogg Lewis
David Kellogg Lewis (Oberlin (Ohio) 28 september 1941 – 14 oktober 2001) was een Amerikaans filosoof en professor aan de Princeton-universiteit. Hij wordt wel beschouwd als een van invloedrijkste filosofen op het gebied van de analytische filosofie in de tweede helft van de 20e eeuw.

## Biografie
Lewis werd geboren in 1941 in Oberlin in Ohio. Zijn vader John D. Lewis was professor in de politicologie aan de Oberlin College hogeschool en zijn moeder historica van aanzien, gespecialiseerd in de Middeleeuwen. Lewis werd op latere leeftijd befaamd om zijn formidabele intellect, dat zich al manifesteerde aan de Oberlin High School, waar hij lessen volgde in scheikunde. Hij studeerde verder aan het Swarthmore College in Swarthmore in Pennsylvania en verbleef een jaar 1959-1960 in het Engelse Oxford, waar hij begeleid werd door Iris Murdoch en lessen volgde bij Gilbert Ryle, Paul Grice, Peter Frederick Strawson en John Austin. In dit jaar aan de universiteit van Oxford besloot hij om filosofie te gaan studeren.
Lewis promoveerde in 1967 aan de Harvard-universiteit, waar hij had gestudeerd bij de logicus en filosoof W.V.O. Quine, wiens opvattingen hij in zijn latere werk zou verloochenen. In deze tijd raakte hij bevriend met de Australische filosoof J.J.C. Smart De volgende dertig jaar reisde bijna jaarlijks naar Australië. Lewis gaf kort les aan de Universiteit van Californië - Los Angeles en hierna van 1970 tot zijn dood aan de Princeton-universiteit.

## Werk
Lewis is het meest bekend van zijn modaal realisme, en hij heeft verder baanbrekende bijdragen geleverd aan de taalfilosofie, de filosofie van de geest, algemene metafysica, kennisleer en filosofische logica, waar hij bijvoorbeeld het concept van gemeenschappelijke kennis introduceerde.
Lewis bekendste en meest omstreden theorie betreft het bestaan van een oneindig aantal concrete en causaal geïsoleerde parallelle universums, waarvan de onze er maar één is, en welke de rol speelt mogelijke wereld in de analyse van noodzakelijkheid en mogelijkheid. Lewis heeft verder een duurzame bijdrage geleverd aan vele andere gebieden van de filosofie. Een groot gedeelte van de hedendaagse analytische filosofie draagt zijn stempel.

### Filosofie
In zijn werk Counterfactuals (1973) presenteert Lewis een analyse van tegenfeitelijke voorwaarden in de vorm van een theorie over mogelijke werelden. Hij schrijft:
"I believe that there are possible worlds other than the one we happen to inhabit. If an argument is wanted, it is this. It is uncontroversially true that things might be otherwise than they are. I believe, and so do you, that things could have been different in countless ways. But what does this mean? Ordinary language permits the paraphrase: there are many ways things could have been besides the way they actually are. On the face of it, this sentence is an existential quantification. It says that there exist many entities of a certain description, to wit “ways things could have been.” I believe that things could have been different in countless ways; I believe permissible paraphrases of what I believe; taking the paraphrase at its face value, I therefore believe in the existence of entities that might be called “ways things could have been.” I prefer to call them “possible worlds.”"
Dit had hij al gedeeltelijk ontwikkeld in eerdere papers, zoals Counterpart Theory and Quantified Modal Logic (1968), Anselm and Actuality (1970) en Counterparts of Persons and their Bodies (1971). Ondanks de beloofde technische voordelen van deze benadering, wordt deze theorie over het algemeen beschouwd als implausibel, tenminste als men het letterlijk opvat, zoals Lewis zelf lijkt te suggereren. Lewis verdedigde zijn extreem modaal realisme en breidde dit uit in On the Plurality of Worlds (1986), waar hij volhoudt dat er niets extreem aan is. Lewis geeft wel toe dat zijn theorie in strijd is met de alledaagse opvattingen van de mensen, maar hij gelooft dat de voordelen van deze visie dit nadeel compenseren en ver overtreffen, en dat we er daarom niet aan moeten twijfelen.
Volgens Lewis is hetgeen dat een tegenfeitelijke voorwaarde van de vorm
"Had ik dat schot gezet dan had ons team gewonnen."
waar maakt, het feit is dat er een wereld is, even concreet en sterk gelijkend op de onze, in welke mijn tegenhanger (de "Ik" in de andere (mogelijke) wereld) het schot wel heeft gezet en met gevolg ons team had gewonnen. Had er een wereld bestaan, nog meer op de onze gelijkend, waarin mijn andere ik ook het schot had gezet, maar ons team toch had verloren, dan zou de tegenfeitelijke stelling fout zijn geweest. Wanneer we dus over tegenfeitelijke stellingen of voorwaarden spreken dan spreken we over wat het geval is in andere mogelijke werelden. Volgens Lewis is immers de notie van "actuele" wereld, slecht een indexaal label dat we aan de wereld waarin wij toevallig bestaan geven. Mochten we in een andere mogelijke wereld leven, dat was dat de actuele wereld en deze de mogelijke.
Noodzakelijke waarheden zijn volgens Lewis waarheden die in alle mogelijke werelden gelden. Merk hierbij op dat Lewis niet de eerste is die over mogelijke werelden in deze context spreekt: ook Leibniz en de naamgenoot C.I. Lewis hebben beide gesproken over mogelijke werelden om de noties van mogelijkheid en noodzakelijk te denken. Dit kwam daarnaast ook voor in het vroege werk van David Kaplan. De notie van mogelijke werelden komt ook voor bij moderne filosofen, o.a. in het werk van Saul Kripke, maar ook vele anderen. Niet in de letterlijke zin echter, zoals Lewis het voorstelt. Lewis' originaliteit en controverse, ligt in het feit dat hij alle mogelijke werelden als even concreet en bestaand ziet als de wereld waarin wij zelf leven. Deze laatste, onze wereld, is niet echter dan enig andere mogelijke wereld.

#### Kritiek
Er is veel kritiek op deze theorie geleverd. Voornamelijk bestaat er de vraag hoe we überhaupt iets kunnen weten van andere mogelijke werelden. Sinds ze causaal onafhankelijk zijn van de onze, kunnen wij ze niet bezoeken en kijken wat er daar gebeurt. Een gerelateerde bezwaar is dat mensen wel inzitten met wat ze hadden kunnen doen, maar niet echt inzitten met wat andere mensen in andere werelden, ongeacht hoe gelijkend ze zijn, hebben gedaan. Zoals Saul Kripke het eens stelde, een presidentskanditaat geeft allerminst om het feit dat iemand anders, in een andere wereld een verkiezing wint, het gaat erom dat hij de verkiezing wint.
Een meer oppervlakkige kritiek is dat, door het introduceren van zoveel entiteiten in onze ontologie, Lewis het maxime van Ockhams scheermes schendt, dat ons vertelt niet meer theoretische entiteiten dan nodig is om de feiten die men in zijn theorie wil verklaren, kan verklaren. Lewis stelt echter dat dit niet opgaat, hij schrijft:
"Realism about possible worlds might be thought implausible on grounds of parsimony, though this could not be decisive argument against it. Distinguish two kinds of parsimony, however: qualitative and quantitative. A doctrine is qualitatively parsimonious if it keeps down the number of fundamentally different kinds of entity [...]. A doctrine is quantitatively parsimonious if it keeps down the number of instances of the kinds it posits; [...] I subscribe to the general view that qualitative parsimony is good in a philosophical or empirical hypothesis; but I recognize no presumption whatever in favor of quantitative parsimony. My realism about possible worlds is merely quantitatively, not qualitatively, unparsimonious. You believe in our actual world already. I ask you to believe in more things of that kind, not in things of some new kind."

## Publicaties
- 1969, Convention: A Philosophical Study, Harvard U.P.
- 1973, Counterfactuals, Blackwell & Harvard U.P.
- 1983, Philosophical Papers Volume I, Oxford U.P.
- 1986, On the Plurality of Worlds, Blackwell.
- 1986, Philosophical Papers Volume II, Oxford U.P.
- 1991, Parts of Classes, Blackwell.
- 1999, Papers in metaphysics and epistemology Cambridge U.P.